# Law & Order: UK
Law & Order: UK, nota anche come: Law & Order: London in Irlanda e Finlandia, è una serie televisiva britannica, remake della serie televisiva statunitense Law & Order - I due volti della giustizia. Prodotta da Kudos Film and Television, Wolf Films e Universal Media Studios la serie vede come attori principali Bradley Walsh, Jamie Bamber, Harriet Walter, Freema Agyeman, Ben Daniels e Bill Paterson fino alla quarta stagione, mentre dalla quinta entrano nel cast principale Dominic Rowan e Peter Davison che sostituiscono Ben Daniels e Bill Paterson.
Law & Order: UK è la prima serie televisiva drammatica statunitense ad essere adattata per la televisione britannica.

## Pianificazione della serie
Law & Order: UK nasce come un adattamento estero del franchise Law & Order, uno dei maggiori successi della televisione statunitense.
La serie, ambientata a Londra, si basa sullo stesso format della serie originale. La prima metà di un episodio ci mostra il compimento di un delitto ed un team di investigatori che compie un'indagine di polizia che solitamente porta ad un arresto. La seconda parte dell'episodio si concentra invece sulle azioni giudiziarie di un team di magistrati che cercano di condannare il sospettato. Le vicende si soffermano poco sulle storie personali dei personaggi, lasciando così più spazio alle indagini.

## Episodi
| Stagione         | Episodi | Prima TV originale | Prima TV Italia |
| ---------------- | ------- | ------------------ | --------------- |
| Prima stagione   | 7       | 2009               | 2010            |
| Seconda stagione | 6       | 2009               | 2010            |
| Terza stagione   | 7       | 2010               | 2010            |
| Quarta stagione  | 6       | 2010               | 2010-2011       |
| Quinta stagione  | 6       | 2011               | 2012            |
| Sesta stagione   | 7       | 2011               | 2012            |
| Settima stagione | 6       | 2013               | 2013            |
| Ottava stagione  | 8       | 2014               | 2015            |

## Personaggi e interpreti

### Personaggi principali
- Ronnie Brooks (stagioni 1-8), interpretato da Bradley Walsh, doppiato da Massimo Rossi.
- James Steel (stagioni 1-4), interpretato da Ben Daniels, doppiato da Stefano Benassi.
- George Castle (stagioni 1-4), interpretato da Bill Paterson, doppiato da Gino La Monica.
- Matt Devlin (stagioni 1-5), interpretato da Jamie Bamber, doppiato da Riccardo Niseem Onorato.
- Natalie Chandler (stagioni 1-6), interpretata da Harriet Walter, doppiata da Barbara Castracane.
- Alesha Phillips (stagioni 1-6), interpretato da Freema Agyeman, doppiata da Giuppy Izzo.
- Jacob Thorne (stagioni 5-8), interpretato da Dominic Rowan, doppiato da Alessio Cigliano.
- Henry Sharpe (stagioni 5-8), interpretato da Peter Davison, doppiato da Gianni Giuliano.
- Sam Casey (stagioni 6-7), interpretato da Paul Nicholls, doppiato da Francesco Bulckaen.
- Wes Layton (stagioni 7-8), interpretato da Paterson Joseph, doppiato da Stefano Benassi.
- Kate Barker (stagioni 7-8), interpretata da Georgia Taylor, doppiata da Monica Ward.
- Joe Hawkins (stagione 8), interpretato da Ben Bailey-Smith, doppiato da Francesco Venditti.

## Distribuzione
Law & Order: UK è stata trasmessa in anteprima dal canale britannico ITV1 a partire dal 23 febbraio 2009. Nel Regno Unito la serie è composta da otto stagioni, divise rispettivamente in sette e sei episodi ciascuna, ad eccezione dell'ultima composta da otto episodi, mentre nel resto del mondo il programma è stato trasmesso in quattro stagioni ognuna composta dall'unione di due stagioni originali. Ciò ha provocato lo sfasamento delle trasmissioni, infatti gli episodi dalla seconda, quarta e sesta stagione sono stati mandati in onda a livello internazionale mesi prima della loro trasmissione britannica. Negli Stati Uniti la serie ha debuttato il 3 ottobre 2010 sul canale via cavo BBC America. Il 4 giugno 2014 il network ITV ha dichiarato che non verranno prodotte ulteriori stagioni della serie e che, eventualmente, ne verrà ripresa la produzione solo tra molti anni.
In Italia la serie è trasmessa dal 5 maggio 2010 in prima visione assoluta sul canale Fox Crime e dal 26 novembre 2012 in chiaro su Giallo.